# Ignjo Batrnek
Ignjo Batrnek - Mali (Čepin kraj Osijeka 30. siječnja 1923. — Osijek, 26. veljače 1945.) bio je sudionik Narodnooslobodilačke borbe i narodni heroj Jugoslavije.

## Životopis
Rođen je 1923. godine u Čepinu kraj Osijeka. Po zanimanju je bio zemljoradnik, a neko vrijeme i tesar. Batrnekovi su rodom bili Slovaci, ali su se na područje Osijeka doselili još njihovi preci prije više od 160 godina.
Po početku rata 1941. godine nije otišao u partizane, ali je zato aktivno sudjelovao u Narodnooslobodilačkom pokretu. Od prvih dana ustanka, kao član SKOJ-a, rukovodio je akcijama rezanja telefonskih stupova na pruzi Osijek-Đakovo, akcijama paljenja pšenice i vršalica koje su koristili neprijatelji, a radio je i na prikupljanju oružja za partizanske postrojbe.
Radio je i kao kurir. Tijekom cijele 1942. godine, održavao je vezu Osijek-Čepin i obratno. Početkom 1943. godine, bio je primljen za člana Komunističke partije Jugoslavije. Poslije toga je odmah postao članom Kotarskog komiteta Komunističke partije Hrvatske za Osijek. Iste godine, postavili su ga za tajnika Kotarskog komiteta SKOJ-a.
Do 1943. godine, pod njegovim su rukovdstvom mladići i djevojke iz Dopsina, Čepina, Bobote, Brođanaca, Bijelog Brda i ostalih naselja bili prebacivani u postrojbe NOVJ. međutim, uvijek je djelovao na području Osijeka, gdje je već bio poznat pod ilegalnim imenom Mali (bio je izrazito visok), organiziravši i sudjelujući u diverzantskim akcijama udarnih skupina skojevaca protiv njemačkih vojnika i ustaša.
Sudjelovao je u akciji na kudjeljaru, kada je, preobučen u odijelo gestapovca, razoružao s još jednim članom Kotarskog komiteta SKOJ-a, 25 domobrana s časnicima, a zatim zapalio tvornicu. U Vladislavcima je zarobio nekolicinu njemačkih vojnika i zapalio kamion, zatim razoružao petoricu domobrana i usred dana, oko 15:00 sati, ušao u Osijek gdje je zarobio pet policajaca. U napadu na neprijateljski garnizon u Čepinu, s tridesetoricom drugova, napao je i protjerao ustaške postrojbe. Nakon napada na Čepin, mobilizirao je oko 150 omladinaca iz sela. Sa svojom skupinom napao je i radnu bojnu i pritom zarobio trideset domobrana.
Krajem 1944. i početkom 1945. godine, komitet je prešao na oslobođeni teritorij u Bačkoj, a Batrnek je s nekolicinom suradnika ostao na terenu kotara Osijek. U to vrijeme jednom je jedva izbjegao zarobljavanje u šumi kod sela Koprivnice.
Pred kraj rata, s ciljem da se prebaci na oslobođeni teritorij, uspostavio je vezu u Osijeku. Tamo su ga, zbog izdaje jednog prokazivača, u osječkom Zelenom Polju opkolili ustaše i teško ranili 26. veljače 1945. godine. Tijekom okršaja se ubio posljednjom bombom, kako ne bi živ pao neprijateljima u ruke. Njegovo mrtvo tijelo ustaše su za opomenu drugima ostavili da visi tri dana i noći na obližnjem raskrižju.

## Nasljeđe
Ukazom predsjednika Federativne Narodne Republike Jugoslavije Josipa Broza Tita, 24. srpnja 1953. godine, proglašen je za narodnog heroja.
U Čepinu, na spomeniku poginulim lokalnim partizanima, nalazi se njegov lik.
Do 1992. godine, na mjestu gdje je poginuo u Zelenom Polju, stajala je spomen-ploča.